# Fort de Veer
Fort de Veer – oder auch im niederländischen Original Veersche Schans – war eine Befestigungsanlage, die die Niederländer im ghanaischen Elmina zwischen 1817 und 1829 etwa 800 Meter westlich von Fort São Jorge da Mina an einer engen, erhöhten Stelle der Halbinsel von Elmina im heutigen Stadtviertel Bantoma errichteten. Die Befestigung war benannt nach Jakobus de Veer, dem damaligen niederländischen Generaldirektor von Elmina. Heute sind nur noch Spuren der Anlage erhalten, sechs korrodierte Kanonen und einige eiserne Teile von Gewehrträgern sind erhalten.
Die Veerssche Schans ersetzte die vorherige Befestigungsanlage Waakzamheid („Wachsamkeit“), die Elmina von Angriffen von dieser Seite schützen sollte. Die Veersche Schans war, wie der niederländische Name sagt, eine viereckige steinerne Schanze, die über Leitern erreicht wurde, mit Geschützlöchern für Musketen und Artillerie.